# عبدالله دیاغنی فاییه
عبدالله دیاغنی فاییه (انگلیسی: Abdoulaye Faye؛ زاده ۲۶ فوریهٔ ۱۹۷۸) یک بازیکن فوتبال اهل سنگال است.